# Aplao
Aplao – miasto w Peru, w regionie Arequipa, stolica prowincji Castilla. W 2008 liczyło 4 928 mieszkańców.